# 물리야금학
물리야금학(Physical metallurgy)은 금속 및 합금의 물리적 특성을 체계적으로 고려하는 야금에 대한 과학적 접근 방식의 두 가지 주요 분야 중 하나이다. 이 분야는 기본적으로 금속 및 합금의 상변태 이론의 기본 및 응용이다. 화학 야금이 금속의 환원/산화 영역을 포함하는 반면, 물리 야금은 주로 금속의 기계적 및 자기적/전기적/열적 특성을 다루며 고체물리학 분야로 취급된다. 칼파드(Calphad) 방법론은 금속의 물리적 특성을 평가하거나 추정하기 위한 기초가 되는 상 다이어그램을 생성할 수 있으며 전산 열역학, 즉 화학 열역학에 의존하며 두 하위 분야 모두에 공통적이고 유용한 분야로 간주될 수 있다.